# Andrzej Kaiser
Andrzej Kaiser (ur. 19 listopada 1973) – polski kolarz górski i przełajowy zamieszkały w Bytowie. Czołowy zawodnik MTB w Polsce specjalizujący się w wyścigach długodystansowych: klasycznych maratonach oraz imprezach etapowych. Mistrz Polski w maratonie MTB (2004), dwukrotny wicemistrz (2003,2006).

## Kariera
Trzykrotny zwycięzca klasyfikacji generalnej Powerade MTB Marathon, dwukrotny zwycięzca klasyfikacji generalnej Skandia Maraton, trzykrotny zwycięzca klasyfikacji generalnej Kaczmarek Electric MTB Grand Prix (2014, 2015, 2016). Dwa razy wygrał Beskidy MTB Trophy (2007, 2008), zajmował także drugie miejsce (2009), trzy razy wygrał Glacencis MTB Challenge (2005, 2007, 2008). Brązowy medalista mistrzostw Polski w cross county (2005). W latach 2006–2009 reprezentował barwy grupy kolarskiej DHL-Author. W latach 2004–2005 jeździł w grupie Intel Action, w sezonie 2002-2003 w Lotto PZU. W czasie kariery amatorskiej związany był z klubem Optex Opoczno zaś przygodę z kolarstwem zaczął w klubie ze swojej rodzinnej miejscowości "Baszta Bytów".